# Tricerma vitis-idaeum
Tricerma vitis-idaeum är en benvedsväxtart som först beskrevs av August Heinrich Rudolf Grisebach, och fick sitt nu gällande namn av Lundell. Tricerma vitis-idaeum ingår i släktet Tricerma och familjen Celastraceae. Inga underarter finns listade.